# Philipp Matthäus (Mediziner, 1641)
Philipp Matthäus (auch: Matthaeus; * 16. März 1641 in Utrecht; † 6. Mai 1690 ebenda) war ein niederländischer Mediziner.

## Leben
Der Sohn des Anton Matthäus (1601–1654) und der Anna Pontanus hatte die Lateinschule seines Heimatortes besucht und an der Universität seiner Heimatstadt 1655 ein Studium der Medizin in Angriff genommen. Vier Jahre später setzte er dieses an der Universität Franeker fort, wo er unter seinem Onkel Philipp Matthäus zwei Disputationen de Renum et vesicae calculo und de Capitis vulneribus verteidigte. Von Franeker kehrte er nach Utrecht zurück, promovierte 1662 zum Doktor der Medizin und erhielt 1664 die Erlaubnis in philosophischen und medizinischen Fächern zu unterrichten. 
1667 wurde er in Utrecht Dozent der Medizin, wurde 1669 außerordentlicher Professor der Medizin, welche Stellung er am 16. Februar 1670 mit der Rede Oratio de dignitate et honore Medicorum antrat. Nach dem Tod von Joachim Frentzel (1611–1669) wurde er ordentlicher Professor der Medizin und Botanik, welche Stelle er bis zu seinem Tode innehatte. Johannes Regius (1656–1738) hielt auf ihn seine Gedächtnisrede, die 1690 im Programm des Rektors Jacob Rhenferdius (1654–1712) in Franeker erschien.